# Klonoa Heroes: Legend of the Star Medal
Klonoa Heroes: Legend of the Star Medal (クロノアヒーローズ 伝説のスターメダル, , Kuronoa Hiirouzu: Densetsu no Sutaa Medaru en version originale japonaise) est un jeu vidéo d'action-RPG développé et édité par Namco, sorti en 2002 sur Game Boy Advance et uniquement au Japon. Ce jeu est le sixième de la série Klonoa et le troisième à sortir sur Game Boy Advance.